# Егоровка (Сорокский район)
Егоровка также Егорень (рум. Egoreni) — село в Сорокском районе Молдавии. Относится к сёлам, не образующим коммуну.

## География
Село расположено на высоте 70 метров над уровнем моря.

## Население
По данным переписи населения 2004 года, в селе Егорень проживает 1078 человек (545 мужчин, 533 женщины).
Этнический состав села:
| Национальность | Число жителей | Процентный состав |
| -------------- | ------------- | ----------------- |
| молдаване      | 1024          | 94,99             |
| украинцы       | 34            | 3,15              |
| русские        | 12            | 1,11              |
| румыны         | 7             | 0,65              |
| гагаузы        | 1             | 0,09              |
| Всего          | 1078          | 100 %             |